# Bahía Pingüino
Bahía Pingüino 54°20′S 36°13′O / -54.333, -36.217 es una pequeña bahía de la costa norte de la Isla San Pedro, principal isla del archipiélago de las Islas Georgias del Sur, en el océano Atlántico Sur, disputada entre la República Argentina y el Reino Unido de Gran Bretaña e Irlanda del Norte. Se ubica al sudoeste del puerto Nueva Fortuna y al sur de la bahía Herradura. Al este de esta bahía se encuentra la punta Pingüino.
Su nombre aparece en una carta de navegación de 1931 del Almirantazgo Británico.  